# Diecéze Armidale
Diecéze Armidale je diecéze římskokatolické církve, nacházející se v Austrálii.

## Území
Diecéze zahrnuje severozápadní část Nového Jižního Walesu.
Biskupským sídlem je město Armidale, kde se také nachází hlavní chrám – Katedrála Panny Marie a sv. Josefa.
Rozděluje se do 25 farností, a to na 120 000 km². K roku 2015 měla 45 295 věřících, 27 diecézních kněží, 3 řeholní kněze, 2 trvalé jáhny, 5 řeholníků a 18 řeholnic.

## Historie
Diecéze byla zřízena 28. listopadu 1869, a to z části území arcidiecéze Sydney.
Dne 5. května 1887 byla z části jejího území vytvořena diecéze Grafton.
Dne 10. května 1887 dala část jejího území vzniknout diecézi Wilcannia.
Dne 6. listopadu 1961 byla apoštolským listem Vinculum pulcherrimum papeže Jana XXIII. prohlášena patronkou diecéze Panna Marie Růžencová.

## Seznam biskupů
- Thomas Timothy O'Mahony (1869–1877)
- Elzear Torreggiani, O.F.M. Cap. (1879–1904)
- Patrick Joseph O'Connor (1904–1932)
- John Aloysius Coleman (1932–1947)
- Edward John Doody (1948–1968)
- James Darcy Freeman (1968–1971)
- Henry Joseph Kennedy (1971–1991)
- Kevin Michael Manning (1991–1997)
- Luc Julian Matthys (1999–2011)
- Michael Robert Kennedy (od 2011)